# Martin Jahn (Prähistoriker)
Martin Jahn (* 20. September 1888 in Berlin; † 11. September 1974 in Buckenhof) war ein deutscher Prähistoriker.
Martin Jahn legte 1907 sein Abitur ab und begann anschließend ein Studium der Geschichte und Germanistik an der Universität Berlin. Nach dem Abschluss 1912 wurde er wissenschaftlicher Hilfsassistent am Schlesischen Museum für Kunstgewerbe und Altertümer in Breslau. Die Promotion erfolgte im Januar 1914 bei Gustaf Kossinna und Hans Delbrück mit einer Schrift zum Thema Die Bewaffnung der Germanen in der älteren Eisenzeit etwa von 700 v. Chr. bis 200 n. Chr. Jahn nahm am Ersten Weltkrieg teil und wurde danach ab 1920 Kustos am Breslauer Museum. Die Habilitation folgte 1930, danach wurde er Privatdozent an der Universität Breslau und 1931 Direktor des Landesamtes für vorgeschichtliche Denkmalpflege Breslau. Zwischen 1934 und 1945 lehrte Jahn als Ordinarius an der Breslauer Universität. 1945 wurde er zwangsweise umgesiedelt und ein Jahr später als Professor mit Lehrstuhl für Vor- und Frühgeschichte an die Universität Halle berufen, ab 1946 war er auch Direktor des Landesmuseums für Vorgeschichte Halle. Seit 1948 war Jahn ordentliches Mitglied der Sächsischen Akademie der Wissenschaften, seit 1950 Mitglied der Leopoldina in der Sektion Anthropologie und 1955 ordentliches Mitglied des Deutschen Archäologischen Instituts. 1958 wurde er emeritiert und siedelte in die BRD über, wo er noch einmal Lehrbeauftragter an der Universität Erlangen wurde.

## Schriften
- Die Bewaffnung der Germanen in der älteren Eisenzeit etwa von 700 v. Chr. bis 200 n. Chr., Kabitzsch, Würzburg 1916 (Mannus-Bibliothek, Bd. 16)
- Der Reitersporn, seine Entstehung und früheste Entwicklung, Kabitzsch, Leipzig 1921 (Mannus-Bibliothek, Bd. 21)
- Die Kelten in Schlesien, Kabitzsch, Leipzig 1921 (Quellenschriften zur ostdeutschen Vor- und Frühgeschichte, Bd. 1)
- Der Siling, der heilige Berg der Wandalen, 1937
- Allgemeine Vorgeschichte unter besonderer Berücksichtigung Deutschlands. Teil 1, Volk und Wissen, Berlin/Leipzig 1948 (Lehrhefte für den Geschichtsunterricht in der Oberschule. Sonderheft)
- Gab es in der vorgeschichtlichen Zeit bereits einen Handel?, Akademie, Berlin 1960 (Abhandlungen der Sächsischen Akademie der Wissenschaften zu Leipzig, Philologisch-Historische Klasse, Bd. 52, H. 2)
- Die Abgrenzung von Kulturgruppen und Völkern in der Vorgeschichte, Akademie, Berlin 1952 (Berichte über die Verhandlungen der Sächsischen Akademie der Wissenschaften zu Leipzig, Philologisch-historische Klasse, Bd. 99, H. 3)
- Der älteste Bergbau in Europa, Akademie, Berlin 1956 (Abhandlungen der Sächsischen Akademie der Wissenschaften zu Leipzig, Philologisch-Historische Klasse, Bd. 48, H. 4)